# Pastwiska (województwo podkarpackie)
Pastwiska – wieś w Polsce położona w województwie podkarpackim, w powiecie sanockim, w gminie Zarszyn. Leży nad Wisłokiem. Od 2000 roku Pastwiska są wsią sołecką.
Wieś leży u podnóża Wzgórz Rymanowskich i Pogórza Bukowskiego przy drodze wojewódzkiej nr 889 z Rymanowa, przez Bukowsko do Szczawnego. Droga ta łączy się drogą 892 prowadzącą do przejścia granicznego przez Radoszyce na Słowację. W latach 1975–1998 miejscowość położona była w województwie krośnieńskim.
Wieś o liczbie mieszkańców 225

## Opis miejscowości
We wsi znajduje się mały kościół św. Józefa z darami Jana Pawła II, między innymi figura Matki Boskiej Fatimskiej.
Na ścianie Domu Ludowego znajduje się tablica upamiętniająca pobyty kard. Karola Wojtyły, robiącego zakupy w sklepie, który mieścił się w tym budynku.
We wsi odbywa się coroczny zimowy i letni Rajd Śladami Dwóch Kardynałów kardynała Stefana Wyszyńskiego  i kardynała Karola Wojtyły szlakiem z Pastwisk do Komańczy.
Blisko Domu Ludowego znajduje się kamienny pomnik ku czci Františka Geisler oficera II Czechosłowackiej Brygady Spadochronowej. Jest on czechosłowackim bohaterem, który został zabity przez Niemców w walkach o Pastwiska 18 września 1944 roku podczas Operacji Dukielsko-Preszowskiej. Walczył on wcześniej o wyzwolenie Zarszyna i Beska, gdzie został odznaczony za ratowanie rannych żołnierzy na polu bitwy.
Podczas tej bitwy dwór rodziny Russockich został zniszczony, ale pozostał park przy drodze. Naprzeciwko parku znajduje się kapliczka odbudowana po wojnie w miejsce przedwojennej zniszczonej przez Armię Sowiecką. A w polu w kierunku Odrzechowej kępa drzew – lasek, który jest cmentarzem zmarłych na cholerę w XIX wieku.
W centrum wsi znajduje się boisko sportowe, plac zabaw dla dzieci, dom ludowy, sklep, bar, gospodarstwo agroturystyczne.
W miejscowości powstało Regionalne Centrum Pamięci Kardynała Karola Wojtyły. Centrum powstało w celu upamiętnienia licznych pobytów Kard. Karola Wojtyły  w Beskidzie Niskim a w szczególności w Rudawce Rymanowskiej. Miejsce to pokazuje ścieżkę życiową Korola Wojtyły, która doprowadziła go aż na Stolicę Piotrową poprzez wyeksponowanie trzech wątków: intelektualno-duchowego, pasterskiego i turystyczno-przyrodniczego.

## Turystyka
Przełom rzeki Wisłok, za mostem w Pastwiskach.

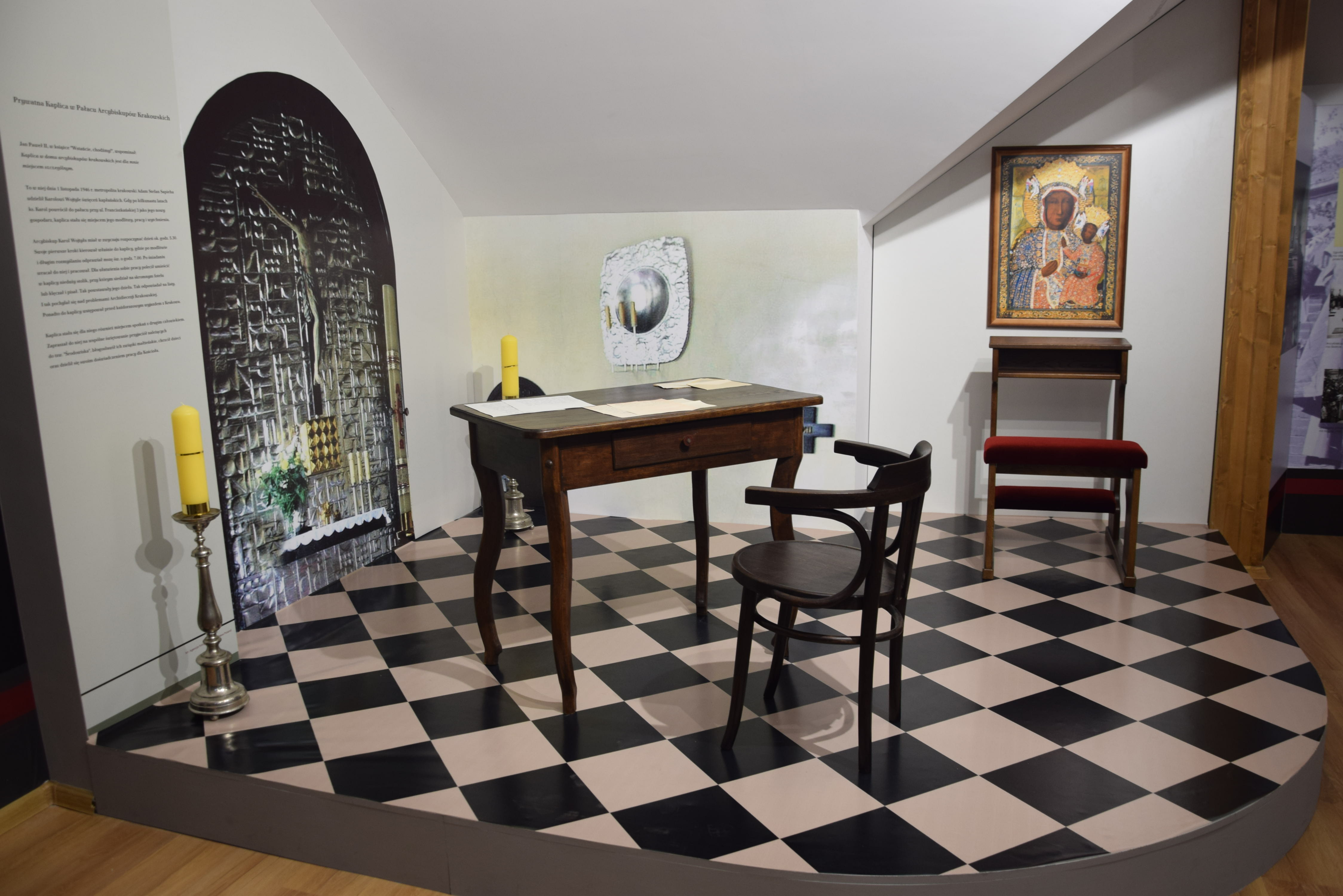
Regionalne Centrum Pamięci Kardynała Karola Wojtyły w Pastwiskach

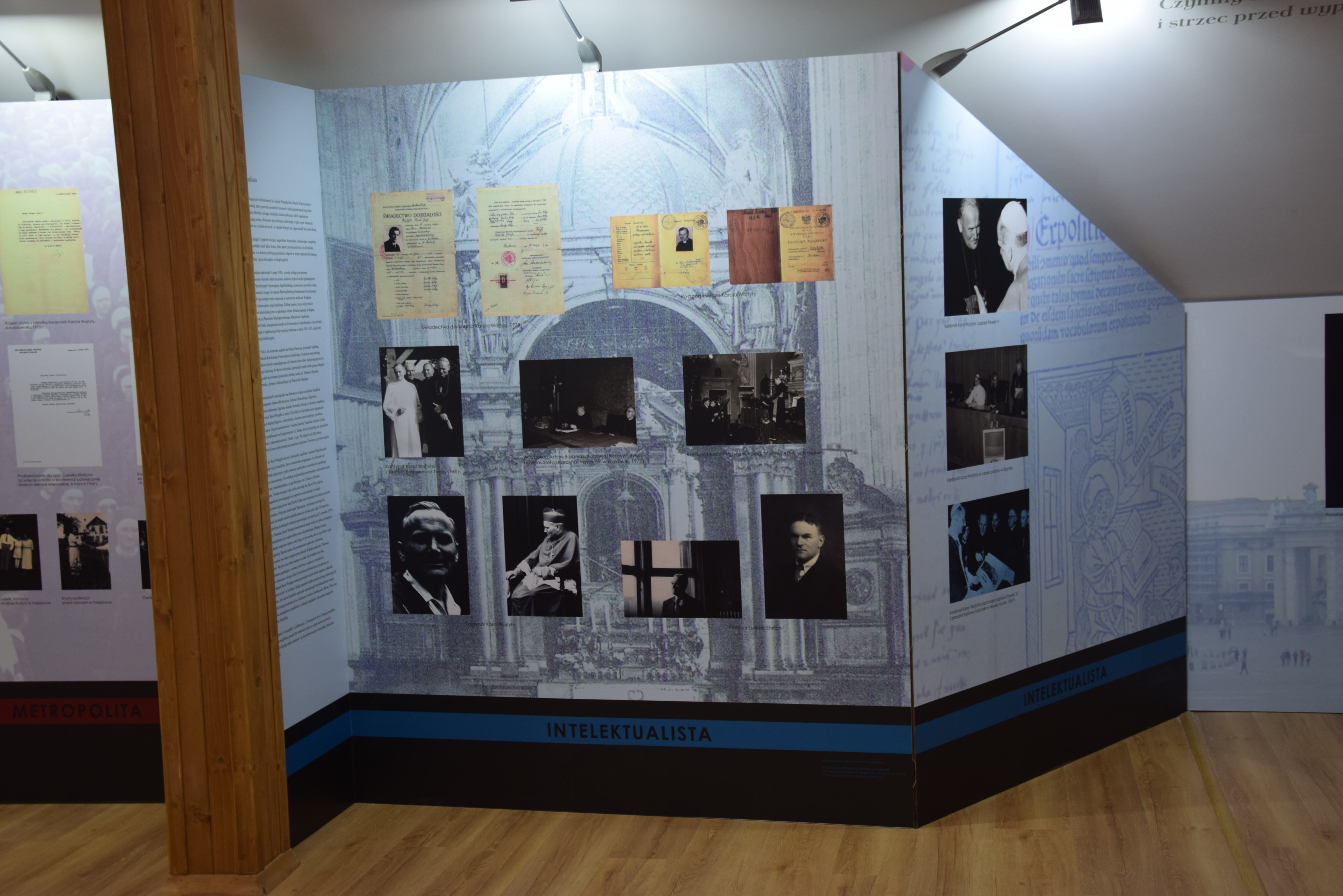
Regionalne Centrum Pamięci Kardynała Karola Wojtyły w Pastwiskach

### Szlaki piesze
- Iwonicz-Zdrój – Rymanów-Zdrój – Puławy – Tokarnia (778 m n.p.m.) – Przybyszów – Kamień (717 m n.p.m.) – Komańcza (Główny Szlak Beskidzki)
- Moszczaniec – Surowica – Darów – Puławy Górne – Pastwiska – Besko

### Szlaki rowerowe
- Rowerowy szlak etnograficzny – 31 km. Pętla: Rymanów, Bartoszów, Sieniawa, Mymoń, Pastwiska, Rudawka Rymanowska, Wisłoczek, Rymanów-Zdrój, Rymanów.